# Mod ruby
mod_ruby ist ein eingebetteter Ruby-Interpreter für den Apache web server, der es erlaubt, Ruby-Code direkt innerhalb von Apache auszuführen, schneller als mit anderen CGI-Methoden. Der Nachteil ist, dass das Teilen von Klassen zwischen den Apache-Prozessen beim gleichzeitigen Betrieb von mehreren Applikationen nicht sicher ist, das heißt, dass mehrere Ruby-on-Rails-Applikationen gleichzeitig laufen.
Heute ist mod_ruby weitgehend durch Phusion Passenger verdrängt bzw. ersetzt worden.